# 赤い紙、青い紙
赤い紙、青い紙（あかいかみ、あおいかみ）とは学校の怪談のひとつで、トイレを舞台とする都市伝説である。
日本発祥の都市伝説である。

## 内容
地域・時代によりいろいろなバリエーションがあるが、概ね以下のような内容である。
夕方の学校で、少年がトイレで用を済ませ、拭こうとすると紙が無かった。するとどこからともなくこんな声が聞こえてきた。
「赤い紙が欲しいか? 青い紙が欲しいか?」
少年が「赤い紙」と答えた。
その瞬間、身体中から血が噴き出し、少年は死んでしまった。
この話を聞いた別の生徒は、怖がりながらも我慢できずにトイレに行った。するとやはり「赤い紙が欲しいか? 青い紙が欲しいか?」という声が聞こえて来た。少年は血が噴き出した話を思い出し、「青い紙」と答えた。
その瞬間、少年は身体中の血液を全て抜き取られ、真っ青になって死んでしまった。

## ルーツ
「トイレの花子さん」より伝承は古く、1930年代の奈良市では既に小学生の間で広がっており、伝承によると「赤い紙やろか、白い紙やろか」と聞こえてくる怪異だったとされる。
この話を突き詰めると、「回答次第で恐ろしい結末を生む」・「正しく答えないと悲劇を呼ぶ」であることから、学校でテストに答えられないことへの恐怖心から生まれたという説がある。

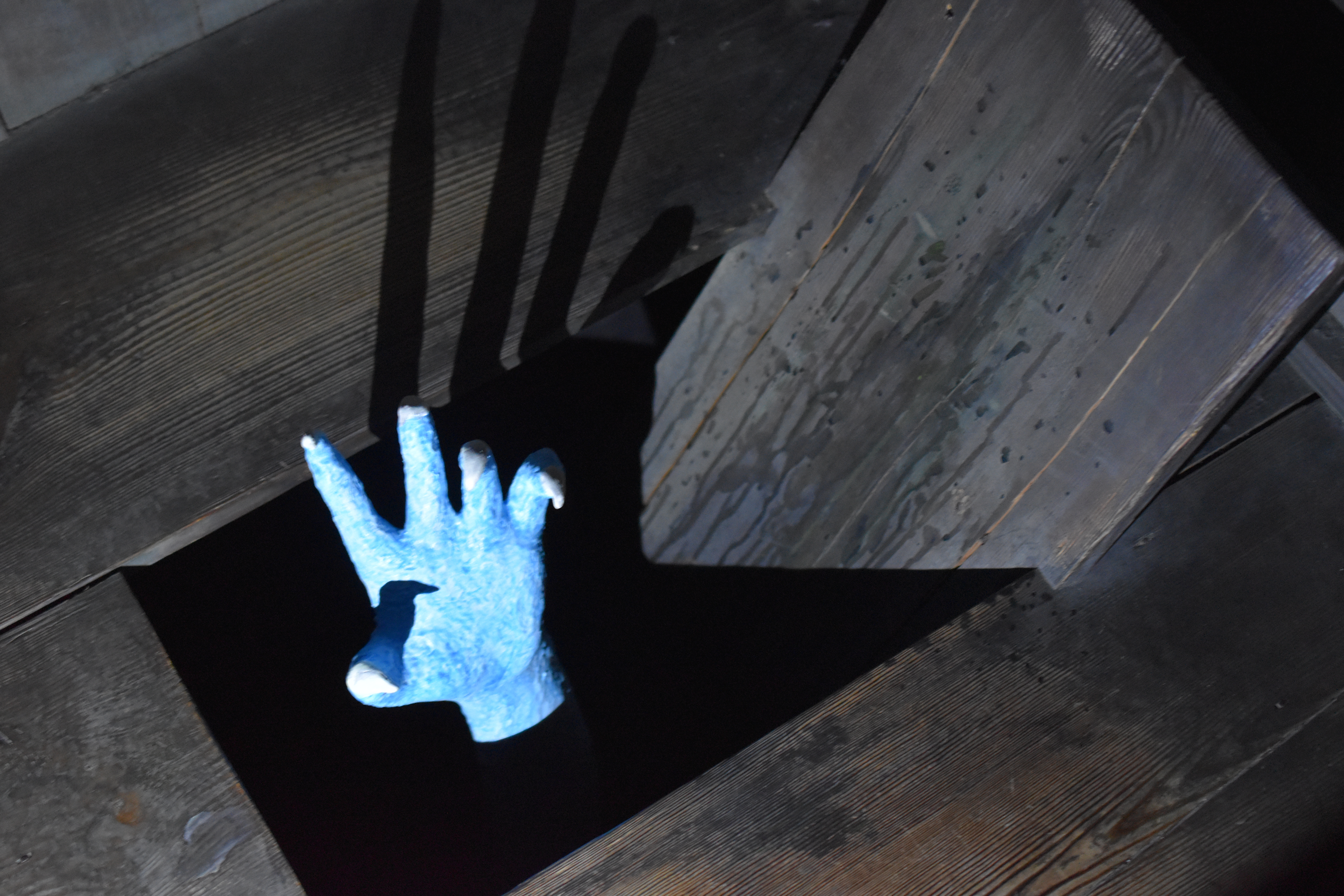
深川江戸資料館「お化けの棲家」のカイナデ

京都では、節分の夜に便所に入るとカイナデ（カイナゼ）という尻を撫でる妖怪が出るとされ、「赤い紙やろうか、白い紙やろうか」と唱えるとこの怪異を避けられるという伝承があり、これが学校の怪談へ変化したとの説もある。
また、便所神（便所を守護する神）の祭りでは紙製の人形を供える土地が多く、茨城県真壁郡では青と赤、または赤と白の紙人形を便所に供えるといい、本来は神に供える行為が「紙をやるから怪しい振る舞いはするなよ」というように変化し、さらに「赤い紙やろうか、青(白)い紙をやろうか」と便所神のほうがいうというようにより妖怪化したり、カイナデのような家庭内の怪異が公共の場の学校に持ち込まれるにあたり、「節分の夜」というキーワードが消失した結果との説もある。

## 派生系
「赤・青」ではなく「赤・白」であったり、「赤いマント、青いマント（チャンチャンコ）」「赤い手、青い手」「赤い舌、青い舌」のパターンもあるが、結末に大差は無い。また「赤いマントの怪人が子供をさらう」という昭和初期の都市伝説「赤マント」から「赤いマント・青いマント」が生まれ、さらにその派生としてこの話が生まれたとの説もある。
「赤い紙」の場合は「天井から血の雨が降ってくる」・「鎌で切られて血まみれになる」や、「青い紙」であれば「首を絞められて真っ青になる」というバリエーションや、「便器の中から答えた色の手が伸びてくる」という派生も存在する。「青い紙が欲しい」と答えると「青い紙はない」と声が返り、「赤い紙」と答えるほかないという話や、逃げようとしてもトイレのドアが開かないという話、この怪異の起きるトイレにはトイレットペーパーを補充しても必ず消えてしまうという話もある。
東京都小平市の小学校では、答に応じて赤い紙または青い紙が落ちてきて、赤い紙を使うと体が赤く、青い紙だと青くなるという話が伝わっている。
怪異の起きるトイレが特定されているという説もあり、東京都のある小学校では、体育館の隣に滅多に使用されない旧式のトイレがあり、そこで4番目の個室でこの怪異が起きるという。
大阪府泉北郡の小学校では、「赤い紙」と答えると天井から血が降ってきて、「白い紙」と答えると下から白い手が伸びてくるという伝承がある。大阪府大阪市の小学校では「赤・白」のパターンで、「赤」なら舌で尻を嘗められ、「白」なら手で尻を撫でられるという。東京都東久留米市の小学校では「赤と紫どちらが好きか」と聞かれ、「紫」と答えると助かるが、「赤」と答えると便器の中に引きずりこまれるという。
助かるには「黄色い紙」など、違う色を答えればいいという説もあるが、逆に赤青以外を答えると冥界に引きずり込まれるという説もある。山形県の小学校では、「青い紙がいいか、赤い紙がいいか、黄色い紙がいいか」と聞かれ、「青い紙」と答えると青い紙が現れ、まだ紙が足りないので「黄色」「赤」と催促したところ、その生徒は消えてしまったという。「黄色い紙」と答えると全身黄色くなる病気になるとの説もあり、「白い紙」と答える、もしくは「何もいらない」と答えるのが最も良いともいう。
単に質問の声が聞こえるだけではなく、長身で青白い顔の男が現れて質問してくるというパターンもある。
長野県小諸市では、この都市伝説を話した者が急病にかかって急死してしまったという話もある。

## 類話
「民話と文学の会」の1986年の会報に、当時から約20年前の怪談として「赤いはんてん」というものが報告されている。ある中学校で、女生徒がトイレで用を足していると、「赤いはんてん着せましょか」と声が聞こえてきた。怖くなった女生徒が後で学校の教師に相談すると、教師も同様の体験をしたと発覚。学校側の依頼により警察の捜査が入り、婦人警官が問題のトイレに入った。件の声に対して婦警が「着せてみなよ!」とすごむと、次の瞬間には婦警の悲鳴が響いた。他の警官たちが駆けつけると、婦警は血まみれの姿で倒れており、壁に飛び散った血痕が斑点（はんてん）模様になっていた……という話である。この類話として、女子大のトイレで同様の怪異があり、トイレに入った婦警が同様に凄みを利かせると、トイレからナイフを持った手が飛び出して婦警の胸を突き刺した、という話もある松谷 1987, pp. 93–94。
稲川淳二の怪談にも同様に「赤い半纏」というものがあり、舞台は終戦直後の学校とされ、怪異の起きたトイレでは「あかーい半纏着せましょか♪」と歌が聞こえていたという。稲川が後に明かした裏話によれば、この話の元は、稲川がパーソナリティを務めたラジオ番組の怪談特集に際し、年配の女性リスナーから寄せられた自らの体験談だという。稲川が後に独自に調査してみると、この学校は、戦時中は神風特攻隊隊員の寮として使われていたらしい。終戦後、ここへ特攻隊員の母親が訪れた。トイレへ行ってみると、そこには、出撃直前に隊員たちが記念に書き残した自分の名前がたくさんあった。その中に自分の息子の名を見つけた母親は、その場で自ら命を絶ったという。その母親の怨念が、「赤い半纏」の声の正体ではないかというのが稲川の見解である。
ラジオに寄せられた体験談はハガキで寄せられたものであるため、「あかーい半纏着せましょか♪」のメロディは稲川のオリジナルである。しかし稲川による歌声があまりに強烈なインパクトを持っていたためか、後にこの話が広まってテレビでも語られた際、歌の部分は稲川の考えたメロディそのままであったため、たまたまその番組を観ていた稲川を驚かせた。

## この怪談が登場する作品
- 映画『学校の怪談2』
- アニメ『学校の怪談』第2話「トイレから手首が…赤紙青紙」
- 漫画『花子と寓話のテラー』
- 漫画『怪談レストラン』「こわ〜い学校」
- 漫画・アニメ『地獄先生ぬ〜べ〜』｢赤いちゃんちゃんこ｣